# Bologneser Schule (Musik)
Die Bologneser Schule (oder: Bolognesische Schule), ital. Scuola bolognese, war eine bedeutende italienische Komponistengruppe des 17./18. Jahrhunderts.

## Allgemeines
Als Begründer der Bologneser Schule gilt Maurizio Cazzati, der ab 1657 das Musikleben in der Basilika San Petronio und der ganzen Stadt reformierte, indem er als Kapellmeister den Schwerpunkt von der Kirchenmusik auf die Entwicklung der Instrumentalmusik verlegte. Die Komponisten wirkten zwischen 1650 und 1750 in der norditalienischen Stadt Bologna und deren Umkreis und trugen besonders mit ihrer Instrumentalmusik – vor allem der Violinmusik – entscheidend zur Gestaltung der Solo- und Triosonate und des Solokonzerts bei.
Musikalisches Zentrum war neben der Kapelle von San Petronio, mit ihren Kapellmeistern Maurizio Cazzati (1657–1671), Giovanni Paolo Colonna (1674–1695), und Giacomo Antonio Perti (1696–1756), die 1666 gegründete Accademia Filarmonica. Sie war bis ins 18. Jh. hinein eine der wichtigsten Institutionen zur Pflege des Palestrinastils und des italienischen Oratoriums. Letzteres förderte nicht nur die Schaffung konzertierender Kurzmessen für drei Stimmen und Streicher ohne Cantus firmus, sondern leistete auch einen erheblichen Anteil daran, den solistischen Konzertstil innerhalb der Instrumentalmusik zu etablieren.

## Charakteristika
Das Solokonzert entstand aus der vierstimmigen Orchestersonate bzw. -sinfonie. Frühe Beispiele hierfür sind die Sonaten für Trompete und Streicher von Maurizio Cazzati (op. 35) und Andrea Grossi (op. 3). Bald darauf begann man die Trompete als bedeutendstes Soloinstrument der Zeit – sie repräsentierte die fürstliche Macht – durch Oboe und Violine zu ersetzen, besonders bei Konzerten mit modulierenden Soli. Das erste als solches ausgezeichnete Violinkonzertes stammt von Giuseppe Torelli (op. 6, 1698), was ihn zum Mitbegründer dieser Sonderform des Solokonzertes werden ließ, das schließlich durch Antonio Vivaldi zu einer wichtigen Gattung in der Instrumentalmusik avancierte. 1702 schuf der Cellist Giuseppe Maria Jacchini das erste Cellokonzert (op. 4).
Im Gegensatz zur Venezianischen Schule, die ihren Kompositionen ein Gestaltungsprinzip zugrunde legte, deren Kennzeichnung die Gliederung eines Satzes in mehrere, klar durch Taktart, Tempo, Besetzung oder Satztechnik unterschiedene Teile ist, hielt sich die Bologneser Schule an der Einheitlichkeit der Sätze fest. Auch in ihrer Satzfolge unterscheidet sich das „Bologneser“ Solokonzert von dem venezianischen Modell eines langsamen Mittelsatzes und zweier schneller Rahmensätze mit einer umgekehrten Abfolge: Adagio-Allegro-Adagio. Etablierte sich letztlich die Satzfolge aus Venedig (Schnell-Langsam-Schnell), so setzte sich die von Torelli eingeführten Dreisätzigkeit im Solokonzert und Concerto grosso durch.
Jene Solokonzerte aus Bologna zeigen deutlich die größere Nähe zur Kirchenmusik (ebenso wie die Konzerte aus Rom) als sie in der Venezianischen Schule zu finden ist. Möglicherweise liegt hierin der Unterschied beider Schulen begründet, dass man in der Bologneser Schule viel häufiger Durchgangsnoten verwendete (v. a. Torelli), während die Komponisten in Venedig (z. B. Albinoni und Vivaldi) verstärkt Dreiklangsfiguren in der Bassstimme einsetzten.

## Vertreter
Zu den Vertretern der Bologneser Schule zählen neben den Kapellmeistern der Basilika auch Pietro degli Antonii, dessen Bruder Giovanni Battista und Giovanni Battista Vitali in der zweiten Generation sowie Giulio Cesare Arresti, Carlo Donato Cossoni, Petronio Franceschini, Giovanni Battista Bassani, Giorgio Buoni, Bartolomeo Laurenti, Domenico Gabrielli, G. Torelli, Andrea Grossi, G. M. Jacchini, Francesco Gasparini, Giuseppe Aldrovandini, Pirro Albergati, Giovanni Carlo Clari und Giuseppe Tartini. Einige von ihnen machten sich auch einen Verdienst bei der Entwicklung der Kantate.
Nicht zuletzt „fand [Arcangelo Corelli] bei seinen Lehrern zahlreiche und mannigfaltige Modelle […], insbesondere bei der Bologneser Schule“, die er mit nach Rom nahm, wo er bald unter dem Beinamen „Il Bolognese“ als einer der führenden Violinisten bekannt wurde.